# Cattedrale di Nostra Signora del Rosario (Itabira)
La cattedrale di Nostra Signora del Rosario (Catedral Nossa Senhora do Rosário in lingua portoghese) è una chiesa cattolica di Itabira, nello stato brasiliano di Minas Gerais, ed è cattedrale della diocesi di Itabira-Fabriciano.

## Storia
La parrocchia di Nostra Signora del Rosario di Itabira fu creata il 6 aprile 1826. La chiesa, nota come chiesa madre del Rosario, fu eretta nella prima metà del secolo XIX. Nel 1965, con l'erezione della diocesi di Itabira, la chiesa madre del Rosario fu elevata al rango di cattedrale. Il 9 novembre 1970, dopo un lungo periodo di piogge, una delle pareti laterali della cattedrale crollò e una delle torri risultò piuttosto danneggiata. L'antica cattedrale fu così demolita e, nel medesimo luogo, fu costruita quella attuale. La sua costruzione ebbe inizio nel 1976 e fu conclusa nel 1985.